# Jakobsen
Jakobsen ist ein Familienname.

## Herkunft und Bedeutung
Jakobsen ist ein patronymisch gebildeter dänischer und norwegischer Familienname mit der Bedeutung „Sohn des Jakob“.

## Namensträger
- Alfred Jakobsen (1958–2021), grönländischer Politiker (Inuit Ataqatigiit)
- Andreas Jakobsen (* 1983), dänischer Basketballspieler
- Arnarissoq Jakobsen (* 1974), grönländische Handballspielerin
- Christian Jakobsen (* 1971), dänischer Badmintonspieler
- Claus Møller Jakobsen (* 1976), dänischer Handballspieler
- Doris Jakobsen (* 1978), grönländische Politikerin und Lehrerin, siehe Doris J. Jensen
- Emil Kulmann Jakobsen (* 1981), dänischer Handballspieler
- Emil Manfeldt Jakobsen (* 1998), dänischer Handballspieler
- Emil Riis Jakobsen (* 1998), dänischer Fußballspieler
- Fabio Jakobsen (* 1996), niederländischer Radrennfahrer
- Hans Hovgaard Jakobsen (1895–1980), dänischer Turner
- Henning Lynge Jakobsen (* 1962), dänischer Kanute
- Henrik Plenge Jakobsen (* 1967), dänischer Künstler
- Ivar Jakobsen (* 1954), dänischer Radrennfahrer
- Jákup Jakobsen (eigentlich Jakob Jakobsen; 1864–1918), färöischer Linguist
- Joachim Jakobsen (* 1956), deutscher Tierfilmer und Entwickler von Unterwassertechnologie
- Jóannes Jakobsen (* 1961), färöischer Fußballverteidiger sowie Musiker und Komponist
- Johan J. Jakobsen (1937–2018), norwegischer Politiker der Senterpartiet (Sp)
- Johannes Jakobsen (1898–1932), dänischer Ringer
- Jonny Jakobsen (* 1963), schwedischer Popsänger
- Julian Jakobsen (* 1987), dänischer Eishockeyspieler
- Julie Dawall Jakobsen (* 1998), dänische Badmintonspielerin
- Karl Jakobsen (1896–nach 1938), deutscher SA-Führer
- Kirsten Jakobsen (* 1969), deutsche Tierfilmerin (Tiefsee)
- Kristoffer Jakobsen (* 1994), schwedischer Skirennläufer
- Lea Jakobsen (* 1981), dänische Ruderin
- Malthe Jakobsen (* 2003), dänischer Automobilrennfahrer
- Maja Jakobsen (* 1990), norwegische Handballspielerin
- Marianne Jakobsen (* 1965), dänische Fußballspielerin
- Michael Jakobsen (* 1986), dänischer Fußballspieler
- Mimi Jakobsen (* 1948), dänische Politikerin, Folketingsabgeordnete und Ministerin
- Mini Jakobsen (* 1965), norwegischer Fußballspieler
- Nathan Jakobsen (* 1917), grönländischer Kaufmann und Landesrat
- Nicklas Strunck Jakobsen (* 1999), dänischer Fußballspieler
- Pavia Jakobsen (* 1897), grönländischer Landesrat
- Peter Skov-Jakobsen (* 1959), dänischer Geistlicher
- Róaldur Jakobsen (* 1991), färöischer Fußballspieler
- Svend Jakobsen (1935–2022), dänischer Politiker und Manager
- Tommy Jakobsen (* 1970), norwegischer Eishockeyspieler

Weiteres:
- Rocher Jakobsen, Landspitze vor dem Adélieland, Antarktis